# Акульцинго (муниципалитет)
Акульцинго (исп. Acultzingo) — муниципалитет в Мексике, штат Веракрус, расположен в Горном регионе. Административный центр — город Акульцинго.

## История
На территории муниципалитета во время Второй французской интервенции в Мексику произошло 18 мая 1862 года сражение при Барранка-Сека, в котором части мексиканской республиканской армии генерала Сантьяго Тапиа потерпели поражение от войск Второй империи и их союзников — отрядов мексиканских консерваторов — и были вынуждены прекратить преследование после победы в сражении при Пуэбле.

## Состав
В 2010 году в состав муниципалитета входило 38 населённых пунктов. Крупнейшие из них:
| Русское название       | Испанское название     | Население |
| Всего в муниципалитете | Всего в муниципалитете | 20 973    |
| Акульцинго             | Acultzingo             | 7040      |
| Текамалукан            | Tecamalucan            | 2277      |
| Акатла                 | Acatla                 | 1272      |
| Эль-Потреро            | El Potrero             | 1269      |
| Сьерра-де-Агуа         | Sierra de Agua         | 1143      |